# Kunio Maruyama
Kunio Maruyama (丸山邦男 Maruyama Kunio?) (15 de junio de 1920 (大正 9) - 24 de enero de 1994 (平成 6)) fue un periodista independiente y crítico japonés. Tercer hijo del periodista político Kanji Maruyama y hermano del politólogo e historiador del pensamiento político japonés Masao Maruyama.
Crítico con el Sistema Imperial japonés, teórico de los medios de comunicación, escritor de reportajes, etc.
Nació en la prefectura de Nagano. Abandonó los estudios universitarios que estaba realizando en el Departamento de Literatura Francesa de la Universidad de Waseda. Secretario de la Unión Japonesa de Mineros del Carbón, tras trabajar en la redacción de la revista mensual "Maru" (丸), se hizo crítico independiente en 1956. Apareció en escena en 1957 con su obra "Periodistas y Responsabilidad de Guerra". Soichi Oya le invitó a unirse ese mismo año al "Club de No-Ficción" que éste había fundado, formando el ala de izquierdas de dicho grupo. 
Durante el Tratado de Seguridad de 1970, formó un grupo de periodistas independientes junto a jóvenes escritores y participó en las protestas. Miembro del Japan P.E.N. Club y la Federación Japonesa de Periodistas, así como conferenciante en la Escuela de Editores de Japón.